# Garcia Afonso de Leão
Garcia Afonso de Leão (Astúrias – Portugal?) foi um Rico-homem do Condado Portucalense e igualmente Rico-homem no Reino das Astúrias. Veio para o condado portucalense, onde procedeu à refundação do Mosteiro de São Martinho de Soalhães, que durante muito anos se manteve na posse dos descendentes de D. Raimundo.

## Biografia
Alguns historiadores afirmam que D. Garcia Afonso seria provavelmente descendente do fundador inicial deste mosteiro.
Foi herdeiro da Honra de Portocarreiro e da Domus Fortis, donominada Torre Paçã fundada em 1057 pelos seus antepassados na Vila Boa de Quires, freguesia portuguesa do concelho de Marco de Canaveses

## Relações familiares
Foi filho de D. Afonso Garcia e casado com Estevainha Mendes (Astúrias – Portugal?) de quem teve:
1. Raimundo Garcia de Portocarreiro ou também Reimão Garcia de Portocarreiro (1100 -?) casado com Gontinha Nunes filha de Nuno Pais da Vide (1100 -?) e de Gontinha Nunes.[1][2]
2. D. Monio Garcia de Portocarreiro, que surge documentado como senhor da “quintã de Vilar”, quinta este que integrava a honra de Portocarreiro[1][2].